# Авіаційний удар

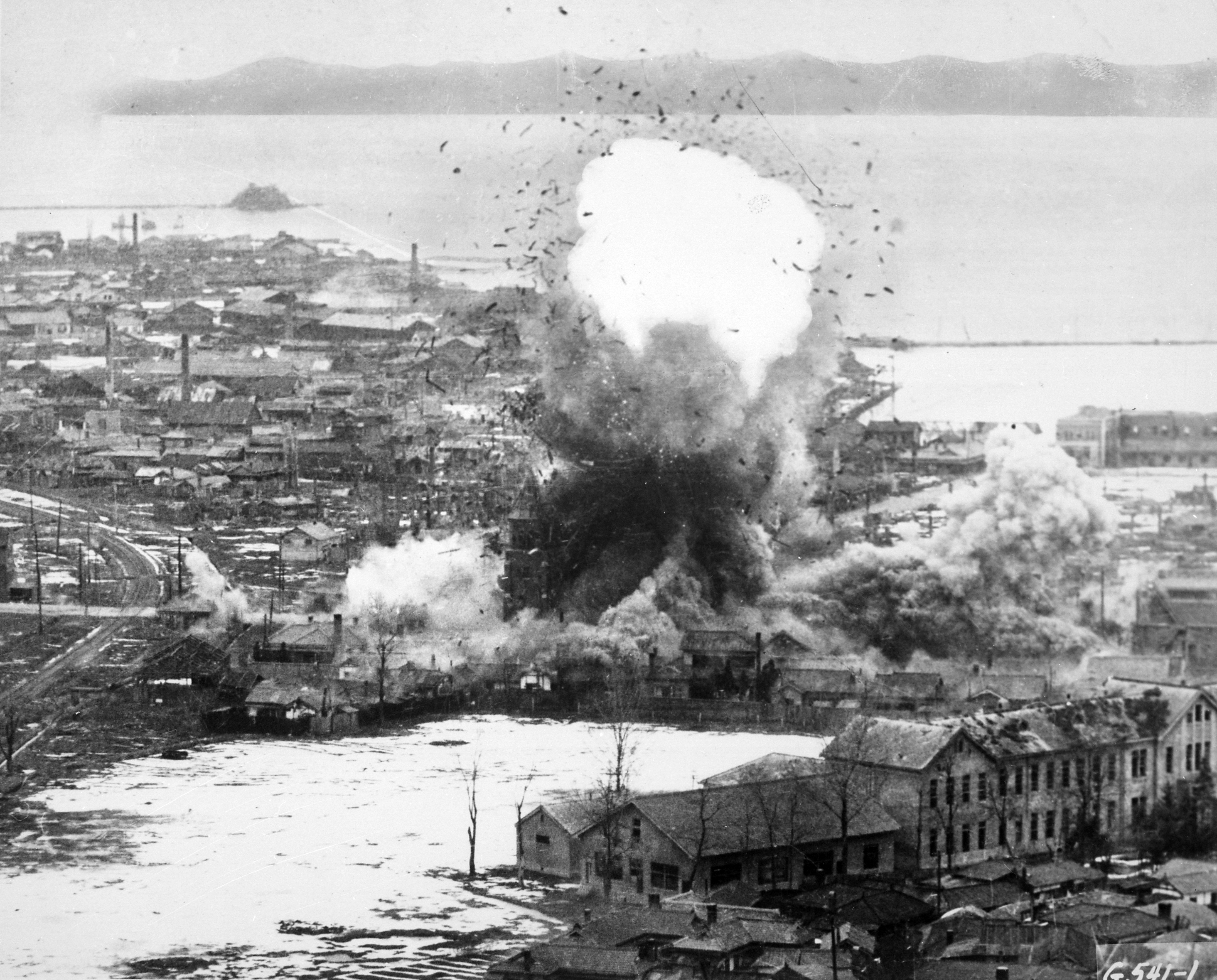
Завдання авіаційного удару літаком В-26 «Invader» по порту Вонсан. Корейська війна

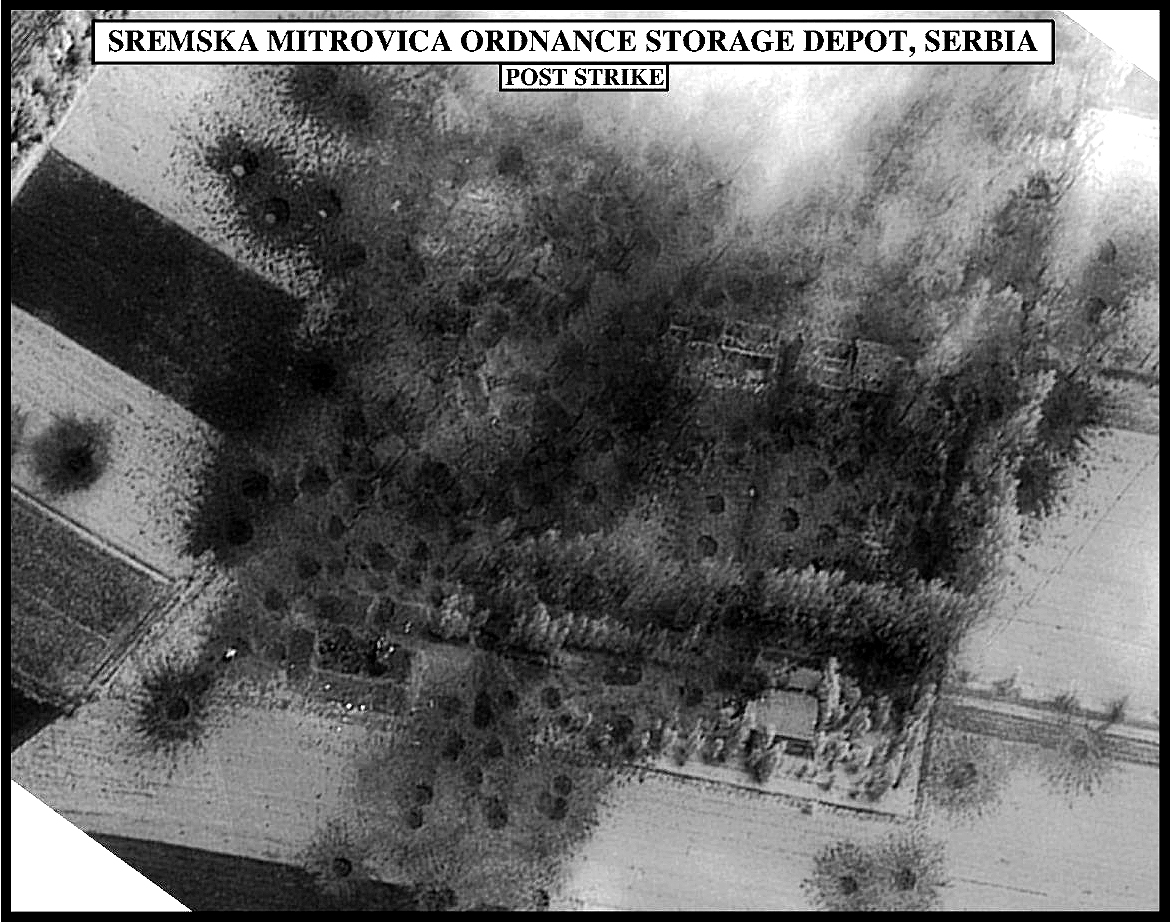
Авіаудар по військових приміщеннях. Війна НАТО проти Югославії 1999. Сербія.

Авіаці́йний удар — дія з повітря на наземний (морський) об'єкт авіаційними засобами ураження з метою його знищення (придушення).
Залежно від складу сил, що залучаються для виконання авіаційного удару, він може бути поодиноким, груповим і масованим.
Поодинокий авіаційний удар завдається окремим літальним апаратом (ЛА), що атакує ціль з одного або кількох заходів. Завершується авіаційний удар відходом від цілі після виконання останньої атаки.
Груповий авіаційний удар виконується декількома літальними апаратами, підрозділами або частинами по одному чи декількох об'єктах.
Масований авіаційний удар здійснюється силами кількох авіаційних з'єднань (об'єднань) зазвичай по кількох об'єктах, інколи й по одному важливому об'єкту. Організовується масований удар командуванням авіаційного об'єднання. При груповому та масованому авіаційних ударах окрім ударної групи, призначеної для ураження об'єкта, можуть діяти й інші групи, що виділяються для забезпечення удару. На них можуть покладатися завдання: повітряна розвідка, знищення (придушення) наземних і корабельних засобів ППО і винищувачів на аеродромах і в повітрі, постановка радіоперешкод, демонстративні дії тощо.
За способами бойових дій розрізняють одночасні й послідовні авіаційні удари.
Одночасний удар завдається в короткий проміжок часу силами кількох авіаційних частин (підрозділів) поодинці або декількох об'єктах, розташованих зазвичай в обмеженому районі.
Послідовні удари — це кілька авіаційних ударів по об'єкту (об'єктах) через певні проміжки часу, які визначаються задумом командира та умовами обстановки. Кожна з частин (підрозділів), що беруть участь в авіаційному ударі, може йти на ціль поодинці або різними маршрутами і здійснювати удар з різних напрямків та висот.